# Лазар Росић
Лазар Росић (Крагујевац, 29. јун 1993) српски је фудбалер који тренутно наступа за Чангчуен Јатаи.

## Каријера
Росић је професионалну каријеру почео у Радничком 1923 из Крагујевца, али је овај клуб напустио 2015. после испадања из Суперлиге Србије. На почетку такмичарске 2015/16. кратко је био играч Радничког из Ниша, да би у завршници летњег прелазног рока 2015. потписао трогодишњи уговор са новосадском Војводином.
После сезоне у Војводини, Росић је у јуну 2016. потписао петогодишњи уговор са португалском Брагом. Након што је у Браги изгубио статус првотимца прослеђен је крајем 2018. на позајмицу у португалски Насионал.  Након тога је три сезоне играо за још једног португалског прволигаша, Мореиренсе. У сезони 2022/23. наступао је за Хор Факан у Уједињеним Арапским Емиратима. Вратио се у Војводину у августу 2023. године. Наредне године је прешао у Чангчуен Јатаи.